# Святуш
Свя́туш (словац. Svätuš; угор. Szenteske) — село, громада в окрузі Собранці, Кошицький край, Словаччина. Кадастрова площа громади — 3,581 км². Село розташоване на висоті 105 м над рівнем моря. Населення — 120 осіб.

## Історія
Вперше згадується 1386 року. У 1939—1944 рр. належало Угорщині.

## Географія
Розташоване в 22 км на південний схід від Михайлівців, в 10 км на південь від Собранців. Протікає Заградний канал.

## Транспорт
Автошлях 3743 (Cesty III. triedy) Jovša — Kristy.

## Інфраструктура
В селі є бібліотека та футбольне поле.

## Населення
| Рік:            | 1994. | 2004.    | 2014.   | 2024.    |
| --------------- | ----- | -------- | ------- | -------- |
| Кількість осіб: | 148   | 119      | 113     | 97       |
| Різниця:        |       | -19,59 % | -5,04 % | -14,15 % |

| Рік:            | 2023. | 2024.   |
| --------------- | ----- | ------- |
| Кількість осіб: | 96    | 97      |
| Різниця:        |       | +1,04 % |